# Krížna (Západní Tatry)
Krížna (polsky Krzyżne Liptowskie, maďarsky Krizsnó, 2039 m n. m.) je hora v Západních Tatrách na Slovensku. Nachází se v jižní části hlavního hřebene Liptovských kop. Na severu sousedí s vrcholem Holý vrch (1984 m), od kterého je oddělena Nižným Kôprovickým sedlem (1908 m). Na jihu se hřeben dělí na dvě větve: jihozápadní, která odděluje Krížnou dolinu a údolí Kôprovica a klesá přes vrchol Malá Krížna (1919 m), sedlo Koniarčisko (1375 m) a vrchol Štíty (1447 m) k soutoku Tiché a Kôprové doliny, a jižní, která odděluje Krížnou dolinu od Kôprové doliny, do níž klesá přes vrcholy Všiváky (1811 m) a Opálené (1700 m). Krížna je po Veľké kopě (2052 m) druhým nejvyšším vrcholem Liptovských kop. První zaznamenaný zimní výstup uskutečnili 13. ledna 1903 Karol Englisch a Károly Jordán.

## Přístup
Od roku 1948 je celá oblast Liptovských kop uzavřena z důvodu ochrany přírody a vrchol tak není turisticky přístupný.

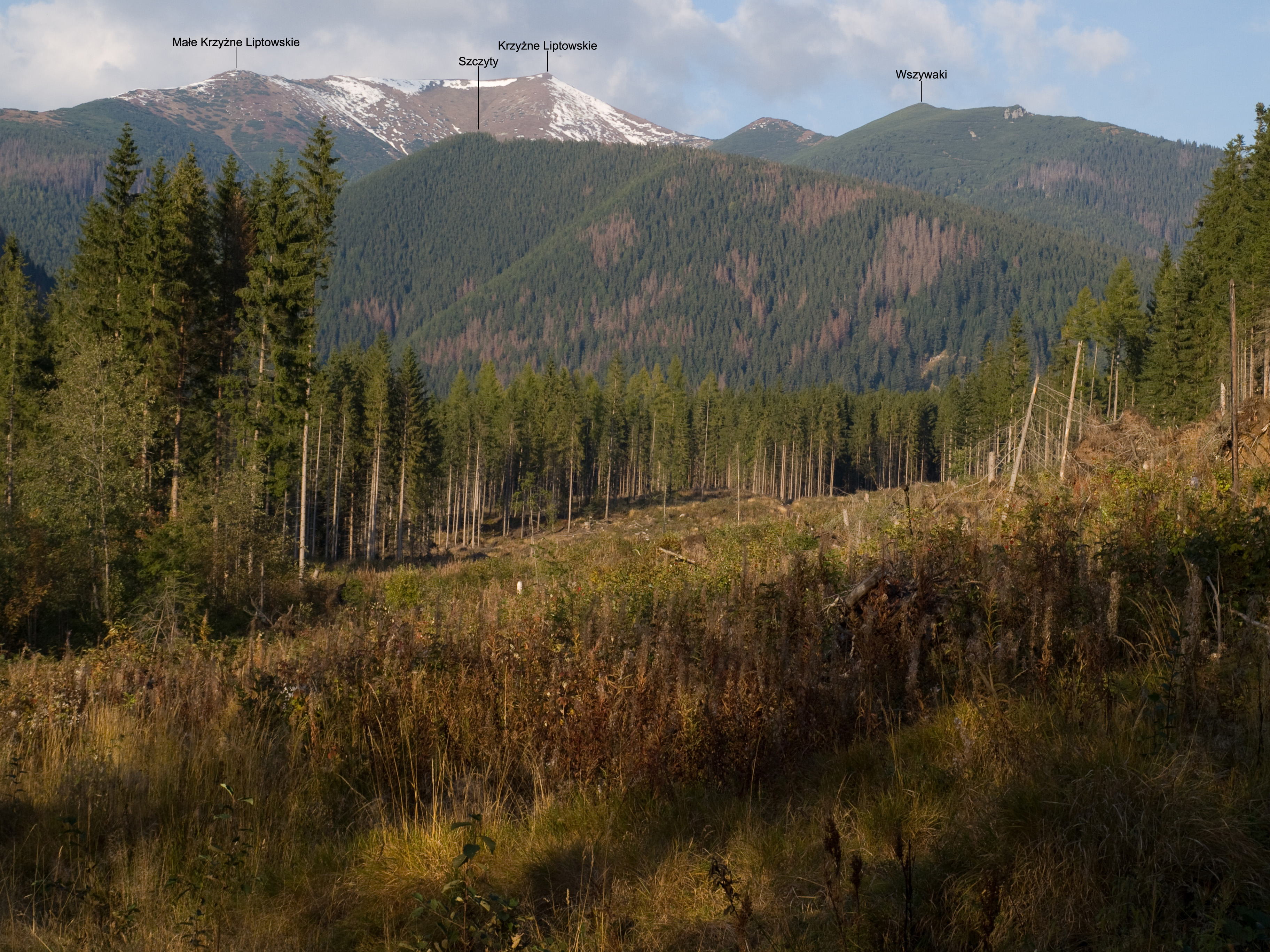
Krížna od Podbanského